# Підтіння

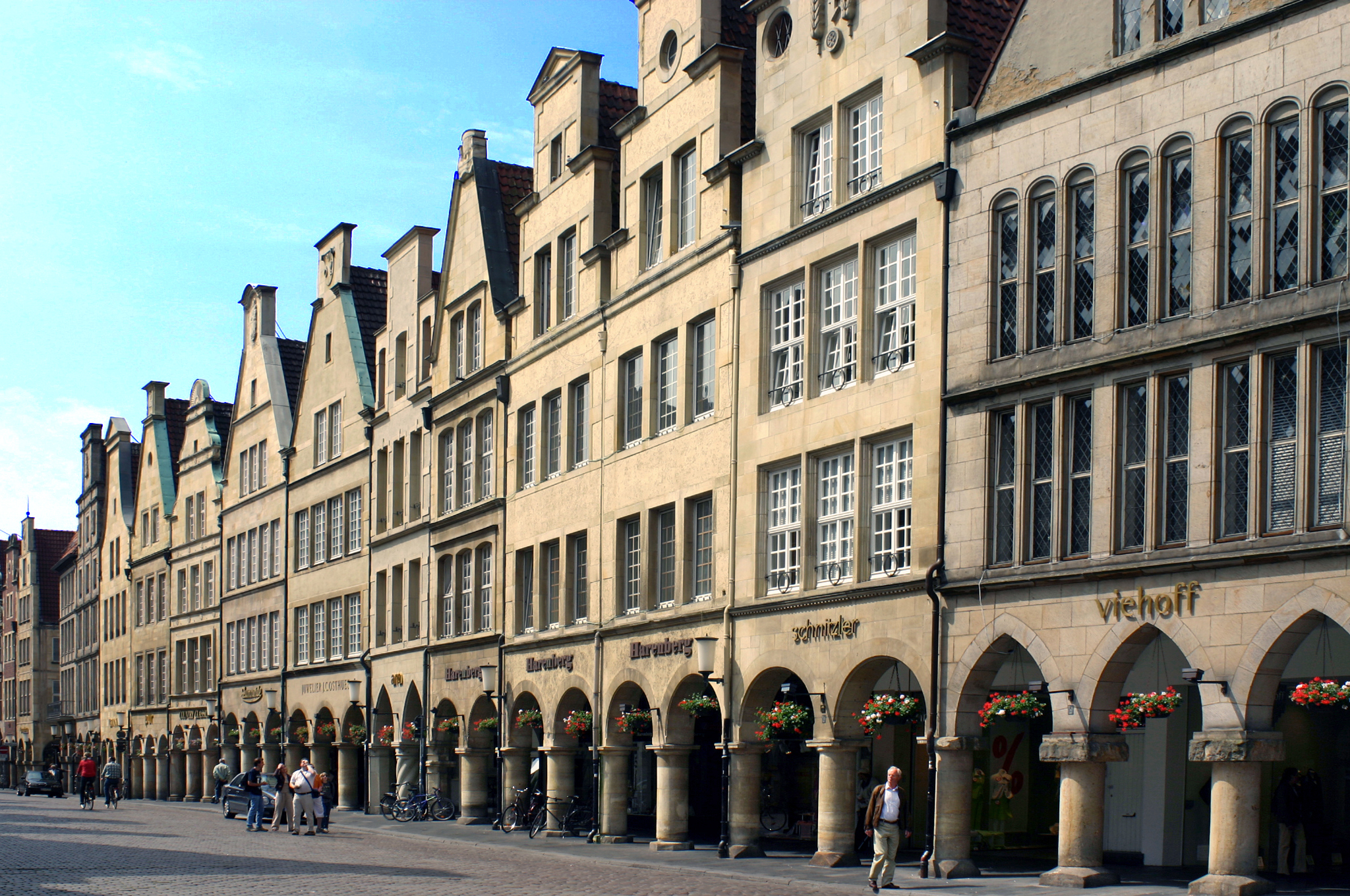
Підтіння на мюнстерському ринку

Підті́ння — приміщення в долішній частині будівель, відкрите назовні, вздовж фасаду обмежене філярами або колонами. Найбільшого поширення набуло в європейській архітектурі.
Зазвичай, розміщене лише з одного боку будинку (від головного фасаду), але може бути по всьому периметру. Має склепінчасте перекриття. У міських кам'яницях підтіння призначене для зручності руху, адже, на відміну від хідника, дає захист від дощу або спеки. В підтінні розташовуються входи до крамничок.
В Україні найвідоміший зразок підтіння зберігся на Ринковій (Вічевій) площі в місті Жовкві, що у Львівській області. (Див.: архітектурні пам'ятки Жовкви).

## Підтіння у Жовкві

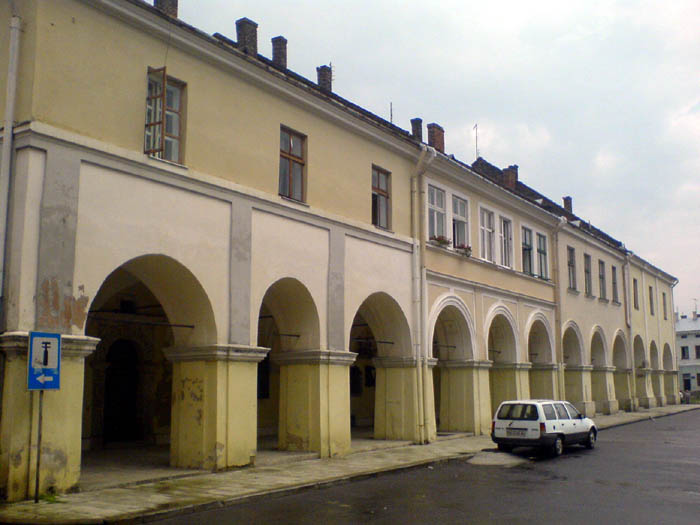
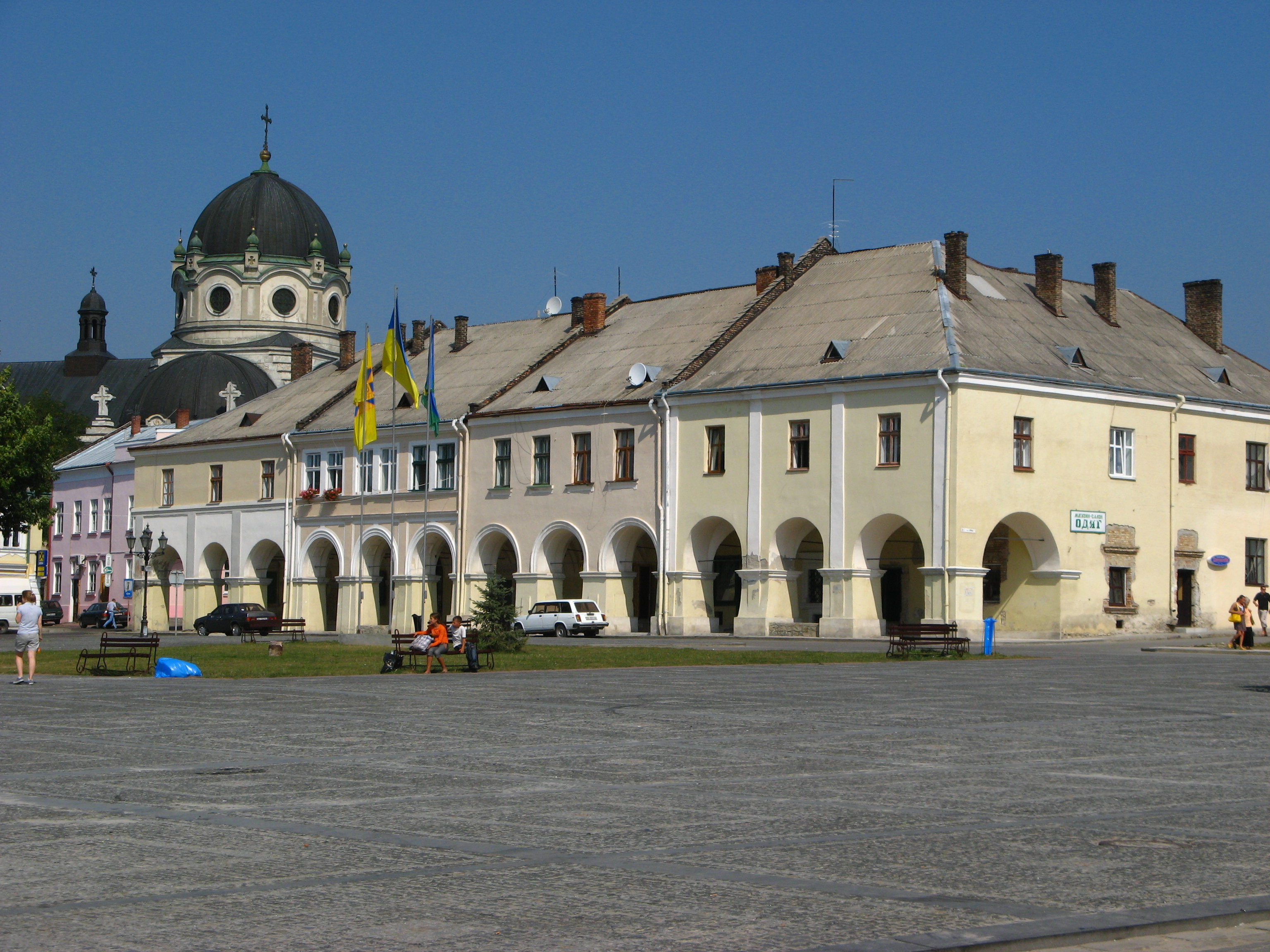
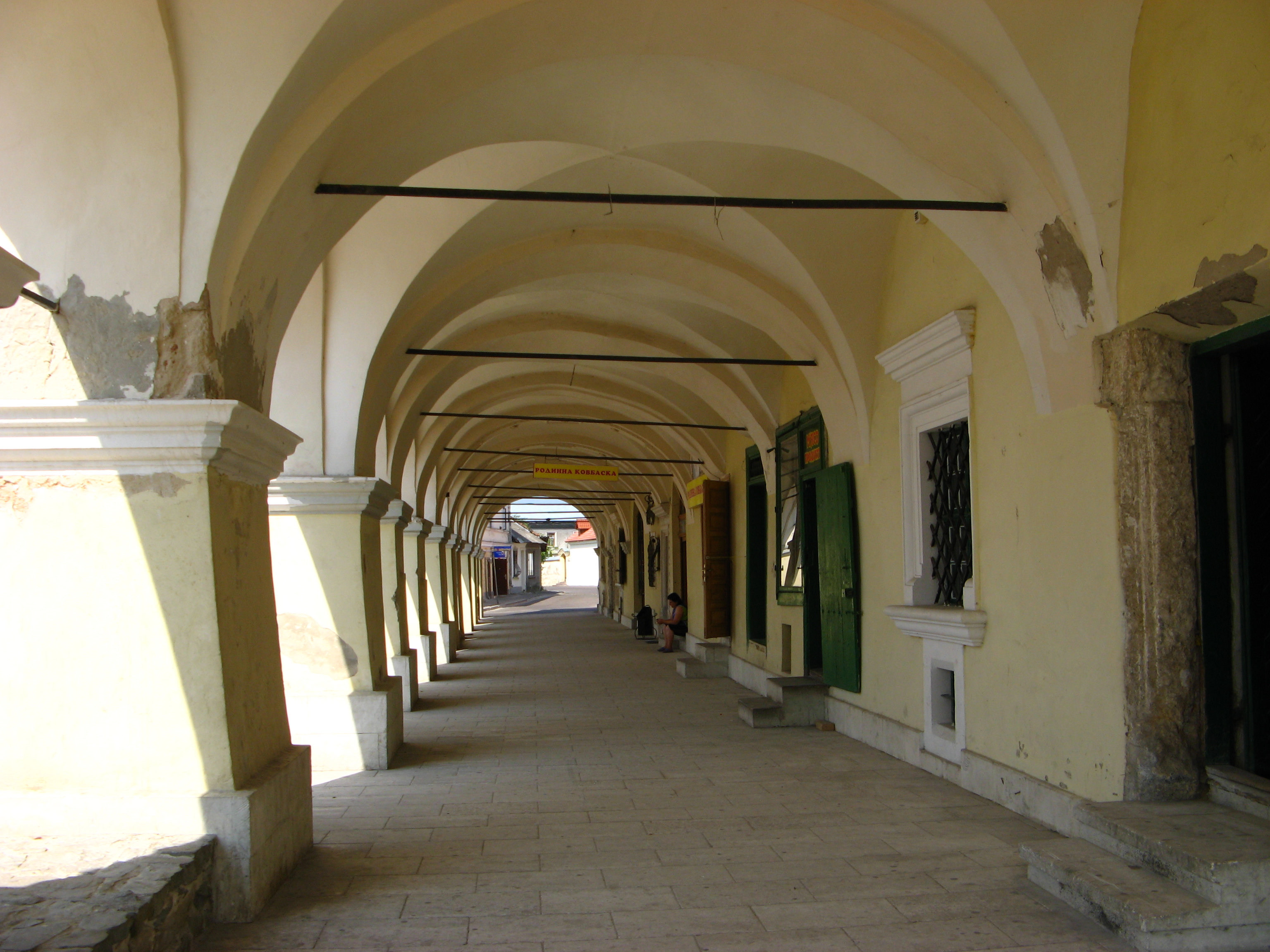